# 비자야바후 2세
비자야바후 2세(Vijayabahu II)는 중세 스리랑카의 싱할라계 왕국인 폴론나루와 왕국의 왕이었다. 그는 파라크라마바후 1세의 조카이자 후계자였으며, 1186년부터 1187년까지 왕국을 다스렸다.